# Лора Крумова
Лора Крумова е българска журналистка, телевизионна водеща. С професионален опит в Канал 3, Нова телевизия и bTV.

## Биография
Лора Крумова е родена на 19 август 1979 г. в град София, България. Завършва 33-та Езикова гимназия „Света София“. Висшето си образование завършва в Софийския университет, специалност „журналистика“ с профил „Външна политика“.
Телевизионната ѝ кариера стартира в Канал 3, след което през 2000 г. започва работа в Нова телевизия като репортерка, телевизионна водеща в предаването на Георги Коритаров „Коритаров лайв“ и в сутрешния блок „Здравей, България“, където работи до юни 2010 г. заедно с Милен Цветков. От декември 2010 г. е телевизионна водеща в седмичното предаване по bTV „Тази неделя“. От 10 септември 2011 г. е телевизионна водеща и в съботния сутрешен блок на bTV – „Тази събота“. През 2013 г. излиза по майчинството.
На 14 март 2015 г. Крумова стартира публицистичното предаване „Комбина“ по Нова телевизия, заедно с Галя Щърбева. През септември 2017 г. предаването е свалено от ефира, а Крумова започва да води неделните издания на "Събуди се". През май 2018 г. Крумова излиза по второ майчинство. През 2020 г. напуска Нова телевизия, непосредствено преди майчинството да свърши. Става заместник главен редактор на щоуто на Николоас Цитиридис по БТВ. През 2021 г. Крумова се разделя с предаването.
От септември 2021 г. отново е на екран по Нова телевизия със собственото си предаване „На фокус с Лора Крумова“. В първото издание дава екранно време на сина на покойния си колега Милен Цветков, Боян.